# Норма (футбольний клуб)
Футбольний клуб «Норма» Таллінн (ест. Tallinna FC Norma) — колишній естонський футбольний клуб з Таллінна, що існував у 1959—1997 роках.

## Досягнення
- Мейстріліга
  - Чемпіон (2): 1992, 1992–93
- Кубок Естонії
  - Володар (1): 1993–94
- Чемпіонат Естонської РСР
  - Чемпіон (5): 1964, 1967, 1970, 1979, 1988
- Кубок Естонської РСР
  - Володар (6): 1962, 1965, 1971, 1973, 1974, 1989.